# Anisodes spiculifer
Anisodes spiculifer là một loài bướm đêm trong họ Geometridae.